# FA Charity Shield 1924
Lo FA Charity Shield 1924, noto in italiano anche come Supercoppa d'Inghilterra 1924, è stata l'11ª edizione della Supercoppa d'Inghilterra.
Si è svolto il 6 ottobre 1924 allo Stamford Bridge di Londra tra i calciatori professionisti e calciatori dilettanti che giocano in club affiliati alla FA.
A conquistare il titolo sono stati i Professionisti che hanno vinto per 3-1.

## Partecipanti
| Squadre                      | Partecipazioni precedenti (il grassetto indica la vittoria) |
| ---------------------------- | ----------------------------------------------------------- |
| Inghilterra (professionisti) | 2 (1913, 1923)                                              |
| Inghilterra (dilettanti)     | 2 (1913, 1923)                                              |

## Tabellino
| Londra 6 ottobre 1924, ore 15:00 CET                 | Professionisti | 3 – 1 referto | Dilettanti | Stamford Bridge (10.000 spett.) |
| \| \| \| \| \| Walker Buchan \| Marcatori \| Kail \| |                |               |            |                                 |
|                                                      |                |               |            |                                 |
| Walker Buchan                                        | Marcatori      | Kail          |            |                                 |

### Formazioni
| Professionisti: |    |                |
|                 |    |                |
| P               | 1  | Ted Taylor     |
| D               | 2  | Alf Baker      |
| D               | 3  | Sam Wadsworth  |
| D               | 4  | Frank Moss     |
| D               | 5  | Henry Healless |
| C               | 6  | George Green   |
| C               | 7  | James Spencer  |
| C               | 8  | Charlie Buchan |
| A               | 9  | Harry Bedford  |
| A               | 10 | Billy Walker   |
| A               | 11 | Fred Tunstall  |

| Dilettanti: |    |                |
|             |    |                |
| P           | 1  | James Mitchell |
| D           | 2  | E. Spencer     |
| D           | 3  | Alfred Bower   |
| D           | 4  | Albert Barrett |
| D           | 5  | Claude Ashton  |
| C           | 6  | Fred Ewer      |
| C           | 7  | R.G. Jenkins   |
| C           | 8  | Edgar Kail     |
| A           | 9  | Vivian Gibbins |
| A           | 10 | Frank Hartley  |
| A           | 11 | Kenneth Hegan  |